# الديوان الخاص (الحصن الأحمر)
الديوان الخاص هو غرفة في الحصن الأحمر في دلهي بُني عام 1648 كموقع لحفلات الاستقبال. هو المكان الذي كان الإمبراطور المغولي شاه جهان يستقبل فيه الحاشية وضيوف الدولة. كان يُعرف أيضاً باسم شاه محل.

## معرض صور

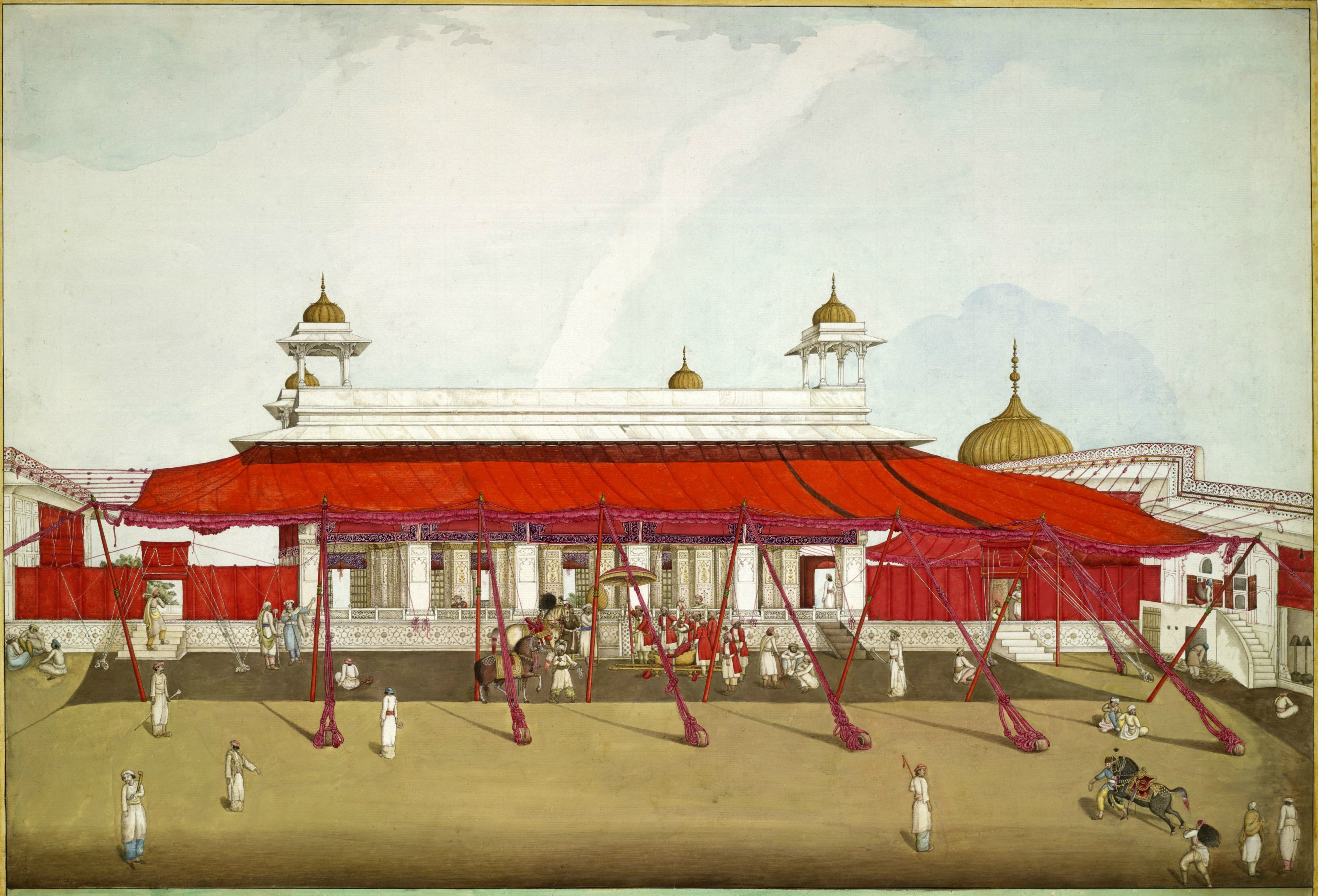
الديوان الخاص مع شَمْيانة حمراء، حوالي عام 1817 (لغلام علي خان)
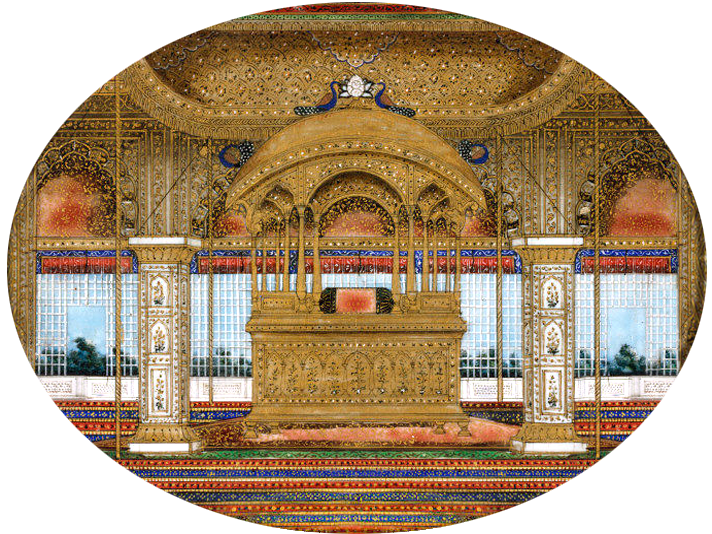
عرش الطاووس في منتصف القرن التاسع عشر.
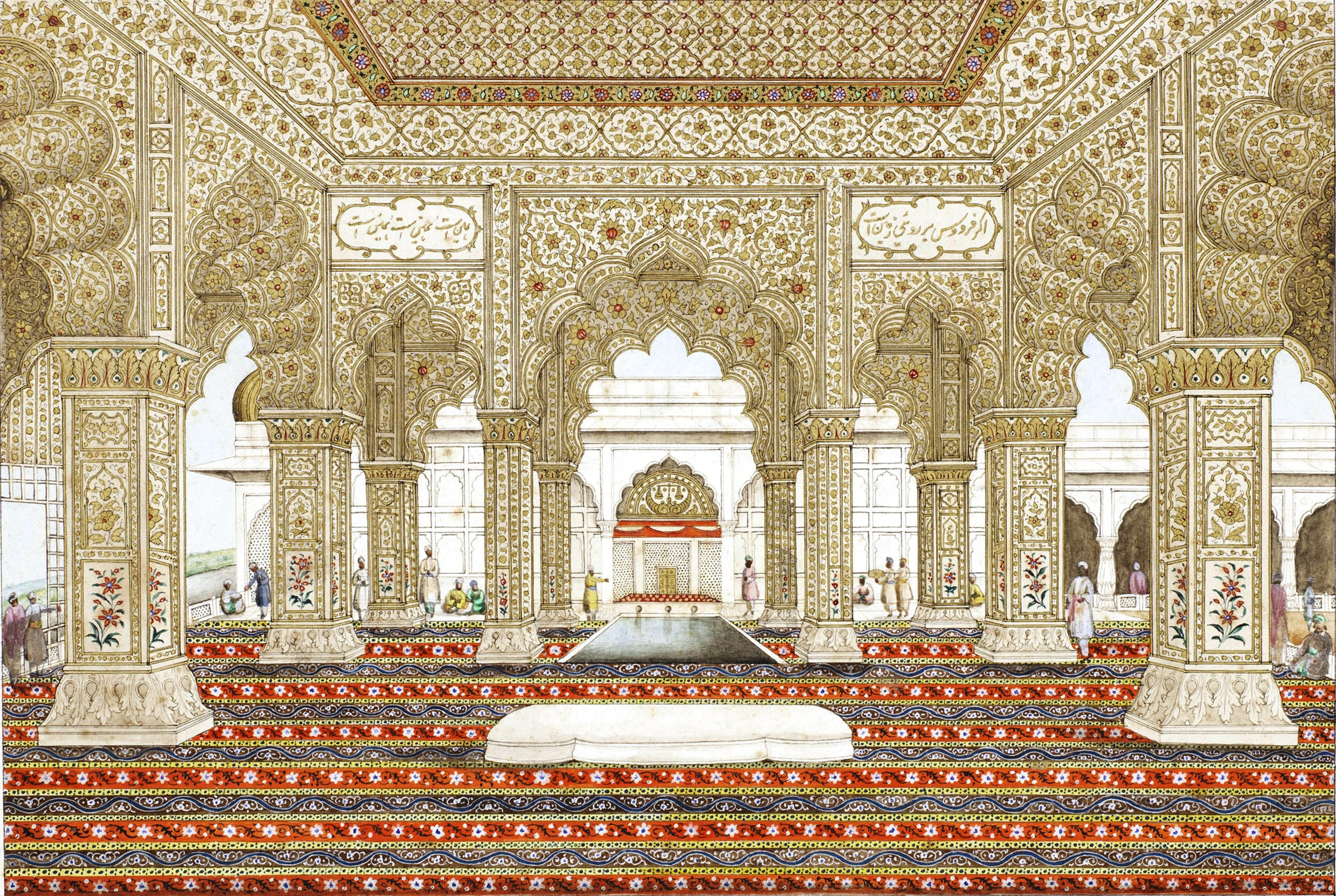
منظر داخلي مع تيار الفردوس باتجاه خاص محل (قبل 1854، لغلام علي خان)
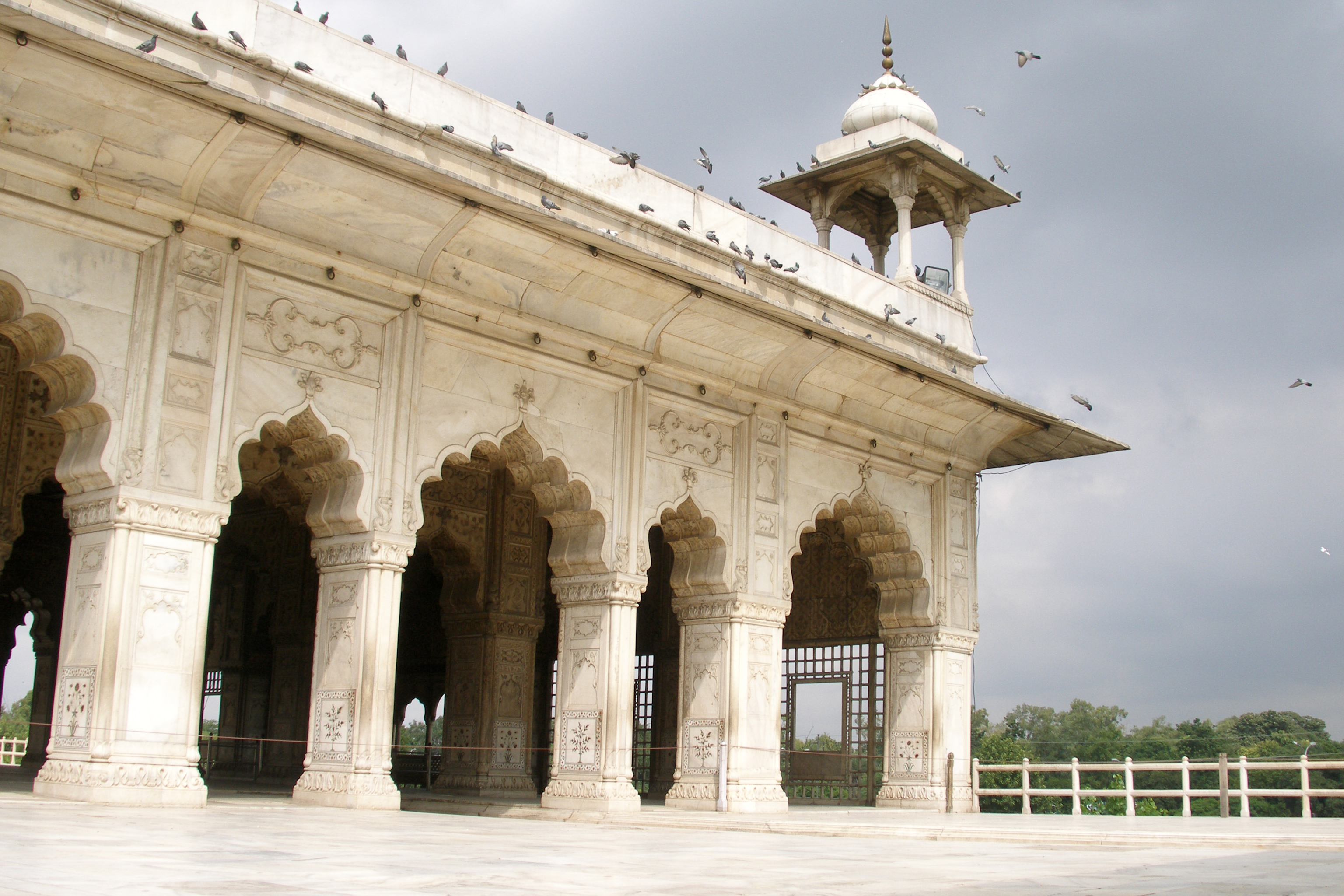
منظر جانبي.
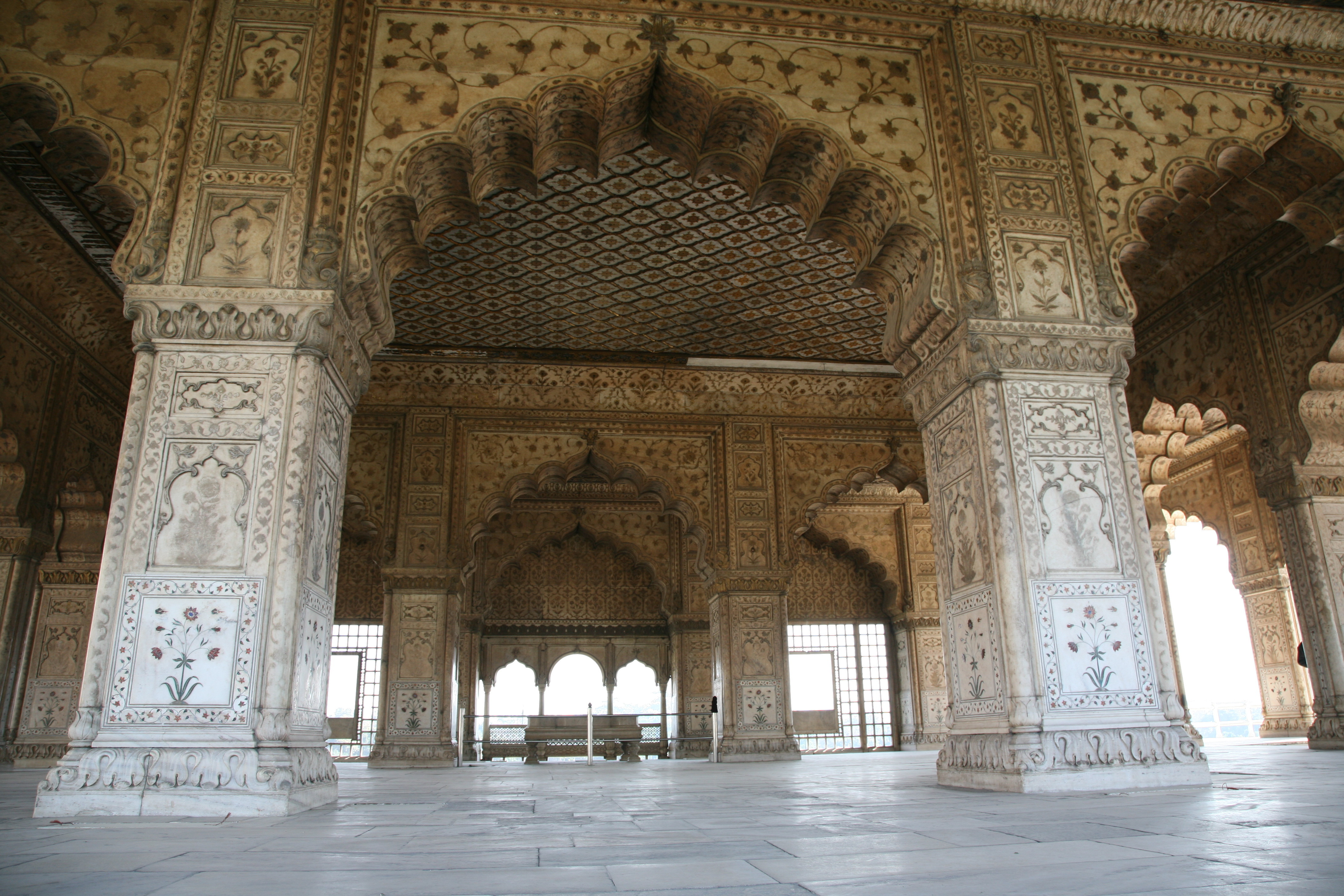
منظر داخلي في هذه الأيام.
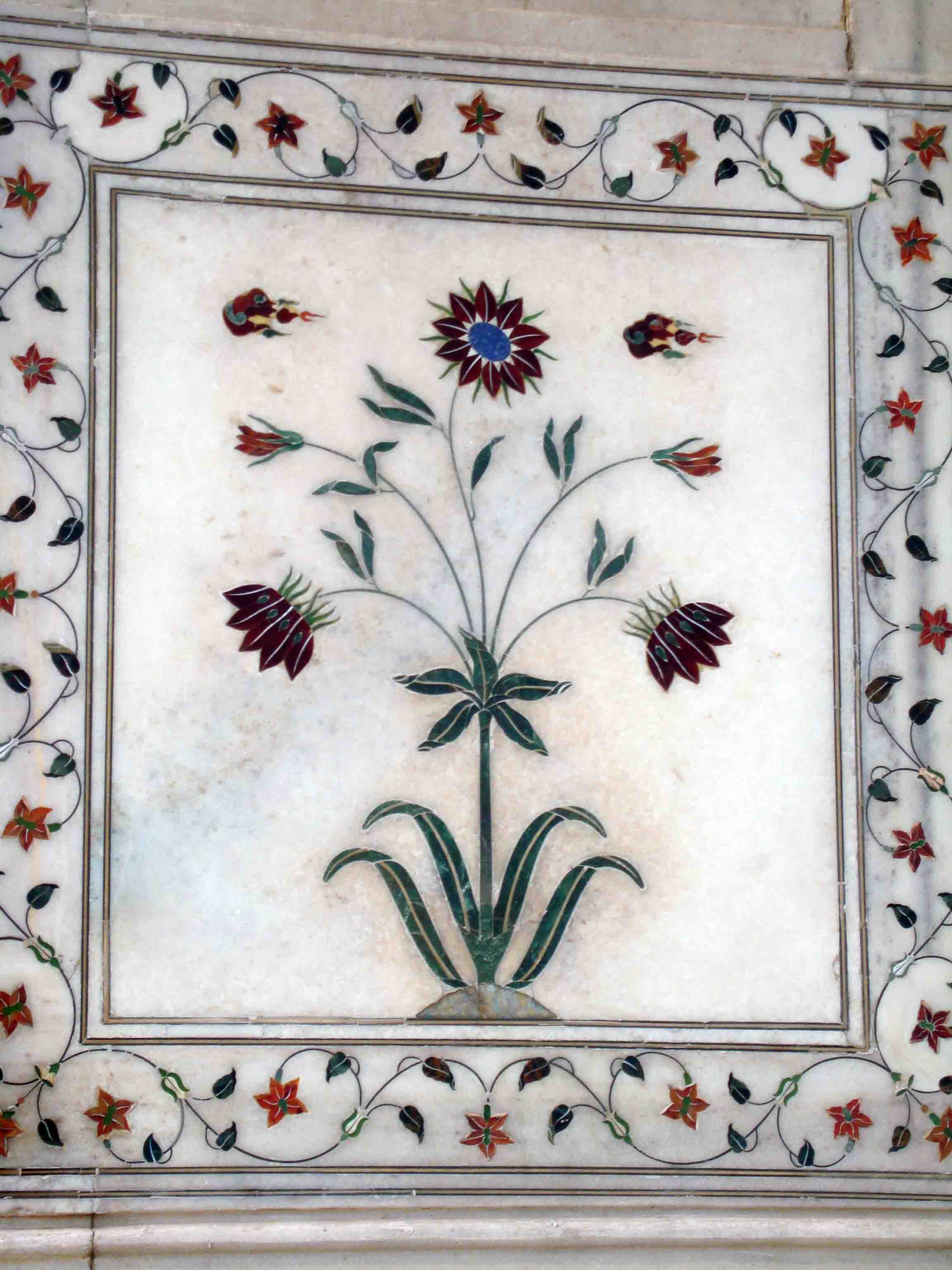
إحدى الألواح الرخامية المرصعة.